# Itachi Uchiha
Itachi Uchiha (jap. うちはイタチ Uchiha Itachi) – fikcyjna postać w mandze i anime Naruto. Był jednym z ostatnich żyjących potomków klanu Uchiha. Jest starszym bratem Sasuke.
W wieku lat 4 był świadkiem wielu śmierci spowodowanych wojną. W wieku lat 7 w ciągu roku ukończył Akademię, zaś rok później aktywował Sharingan. Chūninem został w wieku 10 lat, a jako dwunastolatek był już dowódcą oddziału ANBU. Przewyższał siłą i umiejętnościami wszystkich pozostałych członków klanu Uchiha. Aby posiąść wyższy poziom Sharingan (Mangekyō Sharingan), jego najlepszy przyjaciel, Shisui Uchiha, upozorował własną śmierć, przekazując mu swoje oczy, aby dzięki ich mocy Itachi był w stanie powstrzymać rozlew krwi. Itachi oskarżony o morderstwo pobił oddział policji mówiąc, że ludzie nienawidzą i lękają się tych, których nie rozumieją oraz że przywiązanie ogranicza potencjał. By zapobiec nadchodzącej wewnątrz klanowej wojnie Itachi, wraz z Obito Uchiha (Tobim), z rozkazu Danzō dokonuje mordu na wszystkich jego członkach, pozostawiając przy życiu jedynie młodszego brata, Sasuke. Okazało się, jednak, że rodzice młodzieńca o wszystkim wiedzieli, ale ich miłość do syna kazała im zgodzić się na dobrowolną śmierć dla dobra dzieci. Itachi jest głównym obiektem obsesyjnej zemsty, jaka ogarnęła umysł Sasuke od czasu upadku klanu. Pragnienie zabicia brata, świadomie przez niego podsycane, jest podstawowym motywem działań Sasuke.
Po opuszczeniu wioski Itachi dołącza do tajemniczej organizacji zwanej Akatsuki. Po latach nieobecności, wraz ze swoim partnerem Kisame Hoshigakim, zbiera Bijū potrzebne Painowi do całkowitego zawładnięcia światem Shinobi. Itachi udawał przed Sasuke niezrównoważonego, aby zaraz po zabiciu będącego w nim Orochimaru, wszczepić w niego swoje moce, ginąc przy tym z powodu ciężkiej choroby i wycieńczenia. Dzięki temu Sasuke, gdy ujrzy twarz Obito, aktywuje się jego Mangekyō Sharingan. Wtedy Obito zostaje zaatakowany przez Amaterasu.

## Osobowość
Itachi rzadko okazuje emocje. Charakteryzuje się zimnym, ale skutecznym kalkulowaniem sytuacji w walce. Jest cichy, tajemniczy i chłodny. Posiada mroczną, nie ukazującą uczuć osobowość. Wszystkie swoje uczucia i emocje tłumi w głębi serca, nie pozwalając by były widoczne na jego twarzy czy w zachowaniu. Wyjątkami są momenty, kiedy spogląda zamyślony w niebo.

## Zdolności
Podczas walki Itachi przeważnie stosuje taktykę defensywną i rzadko atakuje. Kiedy staje do walki z przeciwnikiem korzystającym z technik genjutsu korzysta z Sharingana do wykonania Magen: Kyōten Chiten, aby skierować genjutsu przeciwko jego użytkownikowi.
Mangekyō Sharingan umożliwia Itachiemu wykonanie najpotężniejszych technik klanu Uchiha. Tsukuyomi, który wykonuje przy pomocy lewego oka, więzi przeciwnika w iluzorycznym świecie, gdzie jest on poddawany torturom psychicznym pozornie trwającym kilka dni, a w rzeczywistości tyle, ile czasu zajmuje mrugnięcie okiem. Amaterasu, które wykonuje przy pomocy prawego oka, tworzy czarny, gorący jak słońce ogień, którym jest w stanie przepalić każdą przeszkodę. Susanoo jest zaś wielkim eterycznym wojownikiem, który chroni użytkownika tej techniki przed każdym atakiem.